# درقاوة (اكدال سيدي عبد الرحمان)
درقاوة هو دُوَّار يقع بجماعة حرارة، إقليم آسفي، جهة مراكش آسفي في المملكة المغربية. ينتمي الدوّار لمشيخة اكدال سيدي عبد الرحمان التي تضم 6 دواوير. يقدر عدد سكانه بـ 176 نسمة حسب الإحصاء الرسمي للسكان والسكنى لسنة 2004.

## روابط خارجية
- البوابة الوطنية للجماعات الترابية نسخة محفوظة 12 مارس 2018 على موقع واي باك مشين.
- المندوبية السامية للتخطيط